# 회르뷔시

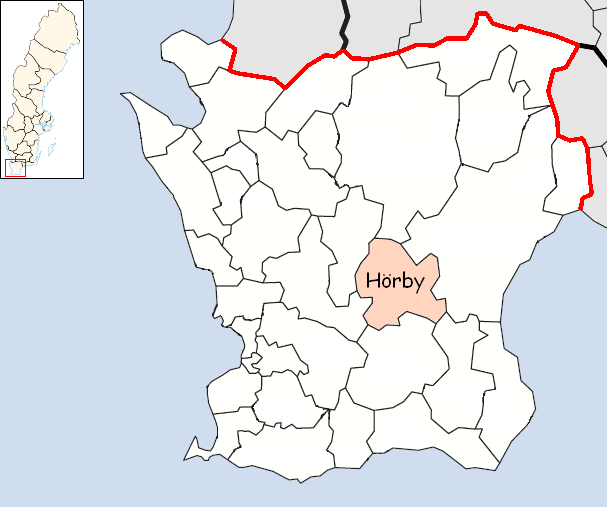
회르뷔 시의 위치

회르뷔시(스웨덴어: Hörby kommun)는 스웨덴 스코네주에 위치한 지방 자치체로 행정 중심지는 회르뷔이며 면적은 433.05km2, 인구는 15,283명(2016년 12월 31일 기준), 인구 밀도는 35명/km2이다.

시 문장